# 技術服務辦公室
技術服務辦公室（英語：Office of Technical Service，縮寫：OTS），是美國中央情報局的一個組成部分是運作於秘密行動的特殊單位，即情報局技術服務（OTS）。這個單位負責提供支援，包括小型裝備、偽裝技術、偽造文件、秘密著作以及武器開發。
技術服務辦公室的歷史可以追溯到1942年10月，當時戰略情報局局長威廉·唐諾文建立了戰略情報局研究與開發部門，其使命是開發各種技術手段，以應對美國在二戰中的敵人。唐諾文任命由康乃爾大學培養的化學家兼執行長斯坦利·普拉特·洛弗爾（Stanley Platt Lovell）擔任該部門的首任負責人，中央情報局將他視為技術服務辦公室的「創始人」。
在1950年代和1960年代初期，技術服務辦公室進行了研究、調查和實驗，包括利用藥物、化學物質、催眠和隔離等手段，以提取信息，並使美國俘虜更能抵抗審訊。技術服務辦公室隸屬於科學技術總處。
雖然技術服務辦公室的相關信息高度機密，並且只透露了一些過時的項目，但它啟發了許多電影製作人。有很多有待解釋的細節，並且其活動仍然是機密的。

## 延伸閱讀
- Wallace, Robert; Melton, H. Keith; Schlesinger, Henry R. . New York: Dutton. 2008. ISBN 978-0-525-94980-0. OCLC 182552888.
- Fischer, Benjamin.  (PDF).   [2023-05-08]. （原始内容 (PDF)存档于2023-05-06）.